# Keeps Gettin' Better - A decade of Hits
„Keeps Gettin' Better – A decade of Hits“ е първият сборен албум на американската поп-певица Кристина Агилера, издаден на 7 ноември в САЩ. Налице са елементите на Поп и R&B.
Албумът включва сингълът Keeps Gettin' Better. Албумът е продуциран от Кристина Агилера, David Frank, DJ Premier, Ron Fair, Steve Kipner, Linda Perry, Guy Roche, Rockwilder, Mark Ronson, Scott Storch.

## Списък на песните

### Оригинален траклист
1. „Genie in a Bottle“ – 3:36
2. „What a Girl Wants“ – 3:35
3. „I Turn to You“ – 4:39
4. „Come On Over Baby“ (радио версия) – 3:23
5. „Nobody Wants to Be Lonely“ (с Рики Мартин) – 4:11
6. „Lady Marmalade“ (с Лил Ким, Мая и Пинк) – 4:25
7. „Dirrty“ (с Редмен) – 4:45
8. „Fighter“ – 4:05
9. „Beautiful“ – 3:59
10. „Ain't No Other Man“- 3:48
11. „Candyman“ (сингъл mix) – 3:14
12. „Hurt“ – 4:03
13. „Genie 2.0“ – 4:15
14. „Keeps Gettin' Better“ – 3:04
15. „Dynamite“ – 3:09
16. „You Are What You Are (Beautiful)“ – 4:44

### Интернационално издание
1. „Nobody Wants to Be Lonely“ (с Рики Мартин) – 4:11
2. „Lady Marmalade“ (с Лил Ким, Мая и Пинк) – 4:25
3. „Dirrty“ (с Редмен) – 4:45
4. „Fighter“ – 4:05
5. „Beautiful“ – 3:59
6. „Ain't No Other Man“ – 3:48
7. „Candyman“ (сингъл mix) – 3:14
8. „Hurt“ – 4:03
9. „Genie 2.0“ – 4:15
10. „Keeps Gettin' Better“ – 3:04
11. „Dynamite“ – 3:09
12. „You Are What You Are (Beautiful)“ – 4:44

### Британско и Японско издание
1. „The Voice Within“ (радио редактиран) – 4:24
2. „Ain't No Other Man“ – 3:48
3. „Candyman“ – 3:14
4. „Hurt“ – 4:03
5. „Genie 2.0“ – 4:15
6. „Keeps Gettin' Better“ – 3:04
7. „Dynamite“ – 3:09
8. „You Are What You Are (Beautiful)“ – 4:44

### Испанско и Аржентинско издание
1. „Ven Conmigo (Solamente Tú)“ – 3:11
2. „Falsas Esperanzas“ – 2:57

### Делукс издание (DVD)
1. „Genie in a Bottle“ (видеоклип) – 3:37
2. „What a Girl Wants“ (видеоклип) – 4:06
3. „I Turn to You“ (видеоклип) – 4:04
4. „Come on Over Baby (All I Want Is You)“ (видеоклип) – 3:52
5. „Dirrty“ (видеоклип) – 4:49
6. „Fighter“ (видеоклип) – 4:15
7. „Beautiful“ (видеоклип) – 4:07
8. „Ain't No Other Man“ (видеоклип) – 4:53
9. „Candyman“ (видеоклип) – 3:15
10. „Hurt“ (видеоклип) – 4:04